# Efraim z Antiochie
Efraim z Antiochie (řecky Εφραίμ ο Αντιοχείας; také Efrém nebo Efraim z Amidy, Εφραίμ o Ἀμίδιος; zemřel 545) byl patriarcha Antiochie a hlava chalkedonského antiochijského patriarchátu od roku 527 až do své smrti. V pravoslavné i katolické církvi je uctíván jako svatý, jeho svátek je 8. června.

## Život
Efraim byl synem jistého Appiana a narodil se ve městě Amida v pátém století; tam se naučil řecky i syrsky. Později pracoval v civilní správě a za vlády císaře Anastasia I. a jeho nástupce Justina I. sloužil jako generál v armádě. V roce 522 byl císařem Justinem dosazen jako comes Orientis (guvernér Východní provincie se sídlem v Antiochii) a tvrdě zakročil proti Modrým, klubu fanoušků závodů na vozech, kteří předtím toho roku vyvolali nepokoje. V důsledku Efraimova zásahu se situace ve městě zklidnila. Někdy v období 524/525 mu byl udělen čestný titul comes sacrarum largitionum, čímž byl přijat do Senátu. V listopadu 524 nebo únoru, červnu nebo červenci 525 Efraim ve městě prováděl stavební práce.
Na konci roku 525 byl Efraim v Antiochii nahrazen Anatoliem, ale 29. května 526 byl znovu jmenován guvernérem. V té době zasáhlo Antiochii zemětřesení. Efraim začal s rekonstrukcí města. Při obhlídce prací prý spatřil, jak se ze spícího kameníka k nebi zvedá ohnivý sloup. Když kameníka probudil, ten mu řekl, že byl dříve biskupem, a prorokoval, že Efraim se stane patriarchou Antiochie. Efraimovy snahy o obnovu města mu vynesly náklonnost místního lidu a mnozí žádali, aby nastoupil na místo patriarchy Eufrasia, který zemřel při zemětřesení v roce 526. Na žádost lidu se tak Efraim stal mnichem a v dubnu nebo květnu 527 byl vysvěcen patriarchou Antiochie.
V roce 528 postihlo Antiochii další zemětřesení, při kterém zahynulo skoro 5000 lidí a Efraim pomohl město znovu vybudovat. Antiochii nadále sužovala zemětřesení a mnozí z města uprchli, nicméně Efraim lidem přikázal, aby na dveře svých domů napsali „Kristus s námi“. Zemětřesení pak ustala, a tak byla Antiochie nazývána Theopolis (město Boží). Al-Mundhir III., král Lachmovců, v roce 529 napadl Sýrii a řadu obyvatel zotročil. V příštím roce se vězni obrátili k Efraimovi, který za ně zaplatil výkupné. Nechalkedonci v Antiochii se v roce 531 vzbouřili a zaútočili na patriarchální palác, ale byli zahnáni guvernérem.
Efraim napsal Anthimovi, arcibiskupovi z Trebizondu, před jeho vysvěcením na konstantinopolského patriarchu o přirozenostech Krista a herezi eutychianismu a připomněl mu význam chalkedonského koncilu. Když se však Anthimus stal v roce 535 patriarchou, přijal nechalkedoniské vyznání, což Efraima přimělo, aby vyslal Sergia z Rešainy s dopisem do Říma k papeži Agapetovi I. a varoval ho, že nechalkedonští věřící si zajistili kontrolu nad církvemi v Alexandrii a Konstantinopoli. Agapetus pak zasáhl a Anthimos byl v roce 536 sesazen.
Poté, co císař Justinián I. vydal v srpnu 536 edikt zakazující spisy Severa z Antiochie, Efraim podnikl cestu po Sýrii a Mezopotámii doprovázen oddílem vojáků, aby prosadil chalkedonský koncil a pronásledoval jeho odpůrce. Cestoval do Chalkidy, Beroeje, Hierapole, Batnae, Edessy, Sury, Kallinika, Theodosiupole, Konstantiny a Amidy. Uprostřed zimy nechal vyhánět nechalkedonské mnichy z jejich klášterů, uvěznil ty, kteří odmítali přijmout koncil, a v některých případech postavil hranice. Podle hagiografa se poblíž města Hierapolis nebo Herakleia Efraim setkal s nechalkedonským stylitou (asketou žijícím na sloupu) a pokusil se ho přesvědčit, avšak bez úspěchu. Stylita postavil hranici a navrhl, ať on i Efraim vstoupí do ohně, aby vyzkoušeli, kdo má pravdu. Efraim na to do ohně vložil svůj omofor (pruh látky, součást liturgického oděvu biskupa). Po třech hodinách byl omofor vytažen z ohně nepoškozený a stylita se vzdal své hereze. Efraim také poslal svého bratra Jana, satrapu arménského knížectví, do Amidy, aby přesvědčil nechalkedonské mnichy, aby přijali koncil; ti však odmítli a Jan byl nucen je z města vyhnat.
Podle Michaela Syřana byl pak Efraim císařem Justiniánem vyslán k Al-Harithovi ibn Džabalahovi, ghássanovskému králi,  a neúspěšně se snažil ho přesvědčit, aby přijal chalkedonský koncil. V 537 se Ephraim pokoušel dostat do vězení nechalkedonského teologa Jana z Telly, který našel útočiště v sásánovské říši, a tak prý sdělil perské vládě, že Jan spáchal simonii a je vzbouřenec. Sásánovská vláda Jana uvěznila a vydala Efraimovi, který pak ho ponižoval a věznil v Antiochii, kde Jan roku 538 zemřel. V roce 537/538 uspořádal Efraim v Antiochii synodu, které se zúčastnilo 132 biskupů. Ta vyhlásila souhlas se synodou konanou v Konstantinopoli v roce 536 a odsoudila Severa z Antiochie. Syncleticus, arcibiskup z Tarsu, a jeho syncellus Štěpán, kteří byli podezřelí z eutychianismu, byli synodou vyšetřování, ale poté, co vyznali víru, byli zproštěni viny.
Další kolo války mezi Sásánovci a Římany vedlo k tomu, že v roce 540 byla Antiochie obležena Peršany. Efraim se několikrát neúspěšně pokoušel zaplatit výkupné, aby nepřítel odtáhl, ale Sasánovci se města nakonec zmocnili a Efraim uprchl do Kilikie, kde zůstal, dokud Římané znovu Antiochii neovládli. Antiochijská katedrála a k ní patřící budovy byly ušetřeny plenění, protože Efraim zaplatil sásánovským vojákům výkupné v podobě cenností. V roce 542 Efraim cestoval do Jeruzaléma, kde se setkal se šesti sabaitskými mnichy, které origenisté vyhnali z jejich klášterů. Mniši apelovali na Efraima, aby proti origenismu zakročil. Efraim se poté zúčastnil synodu v Gaze po boku Hypatia, arcibiskupa z Efezu, a patriarchy Petra Jeruzalémského, a odsoudil a sesadil patriarchu Pavla Alexandrijského.
V roce 542 Efraim uspořádal v Antiochii synodu, na které odsoudil Órigena a zastánce jeho nauky. Ve snaze zacelit trhlinu mezi zastánci a odpůrci chalkedonského koncilu vydal císař Justinián I. koncem roku 543 nebo začátkem roku 544 edikt, který odsoudil takzvané Tři kapitoly, čímž zahájil spor o Třech kapitolách. Efraim zpočátku odmítal s ediktem souhlasit, nicméně císař mu pohrozil sesazením, načež Efraim odsouzení Tří kapitol potrdil; papeži Vigiliovi však napsal, že souhlasil pouze pod nátlakem. V následujícím roce Efraim zemřel.